# Svein-Erik Edvartsen

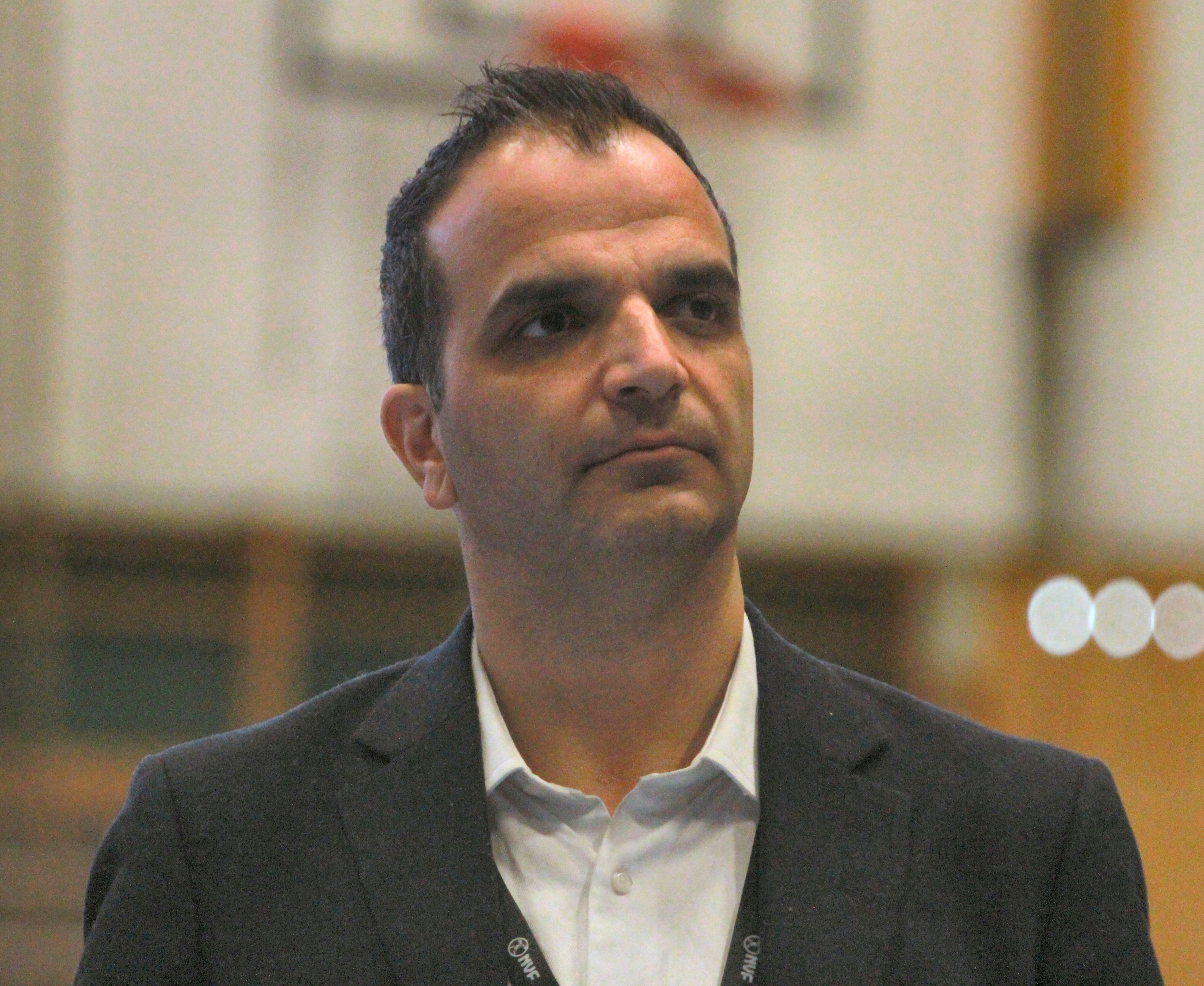
Svein-Erik Edvartsen (2013)

Svein-Erik Edvartsen (* 21. Mai 1979 in Oslo) ist ein ehemaliger norwegischer Fußballschiedsrichter.
Edvartsen wurde in Oslo geboren; seine Großeltern stammen aus Pakistan. Er war häufiger Rassismus ausgesetzt.
Edvartsen leitete von 2004 bis 2016 insgesamt 188 Spiele in der norwegischen Eliteserien.
Am 6. November 2011 pfiff Edvartsen das Finale des Norwegischen Fußballpokals 2011 zwischen Brann Bergen und Aalesunds FK (1:2).
Von 2013 bis 2016 stand Edvartsen auf der Liste der FIFA-Schiedsrichter und pfiff internationale Fußballspiele, darunter Spiele in der Qualifikation zur Champions League und zur Europa League sowie diverse weitere Qualifikations- und Freundschaftsspiele.
Bei der U-17-Europameisterschaft 2016 in Aserbaidschan leitete Edvartsen vier Spiele, darunter drei Gruppenspiele und ein Viertelfinale. Bei der Europameisterschaft 2016 in Frankreich wurde er als Torschiedsrichter im Team von Svein Oddvar Moen eingesetzt.